# 신풍의 아들들
신풍의 아들들(神風の子供達)은 한국에서 제작된 최인규 감독의 1945년 영화이다. 김신재 등이 주연으로 출연하였고 전중삼랑 등이 제작에 참여하였다.

## 출연

### 주연
- 김신재
- 독은기